# Susmiou
Susmiou ist eine französische Gemeinde mit 351 Einwohnern (Stand 1. Januar 2022) im Département Pyrénées-Atlantiques in der Region Nouvelle-Aquitaine (vor 2016: Aquitanien). Die Gemeinde gehört zum Arrondissement Oloron-Sainte-Marie und zum Kanton Le Cœur de Béarn (bis 2015: Kanton Navarrenx).

## Geographie
Susmiou liegt ca. 20 km nordwestlich von Oloron-Sainte-Marie in der historischen Provinz Béarn.
Umgeben wird der Ort von den Nachbargemeinden:
|        | Castetnau-Camblong                          |           |
|        | Kompassrose, die auf Nachbargemeinden zeigt | Navarrenx |
| Angous | Sus                                         |           |

Susmiou liegt im Einzugsgebiet des Flusses Adour am linken Ufer des Gave d’Oloron.
Der Lausset durchquert das Gebiet der Gemeinde ebenso wie seine Nebenflüsse, der Riu de Carrié und der Ruisseau Coumetch.

## Geschichte
Das Dorf Susmiou ist auf einem künstlichen Erdhügel errichtet worden. Bei der Volkszählung des Béarn im Jahre 1385 wurden 18 Haushalte gezählt. Am Ende des Mittelalters gehörte das Dorf zur Bailliage von Navarrenx und besaß zwei Laienklöster. Das Kloster von Suzan wurde 1336 erstmals erwähnt und war im Besitz von Arnaud Guilhem. Die Aufzeichnungen besagen, dass die beiden Laienklöster in der Folge an die Familien Abadie und Lafuntzun übergingen. In einem Viertel des Dorfes lebten auch Cagots, eine Personengruppe, die vom 13. bis weit ins 19. Jahrhundert hinein in Spanien und Frankreich aus heute noch unbekannten Gründen diskriminiert und weitgehend vom gesellschaftlichen Leben ausgeschlossen war. Gemäß Experten leben heute noch Nachkommen von Cagots in Susmiou. In den Hugenottenkriegen wurde das Dorf im Jahre 1569 bei der Belagerung von Navarrenx niedergebrannt. Die Geschichte Susmious wurde von drei bedeutenden Familien bestimmt, die nacheinander über die Grundherrschaft verfügten. Im 16. Jahrhundert war es die Familie Auga, vom 16. bis zum 18. Jahrhundert die Familie Mesplès, anschließend bis zur Französischen Revolution die Familie Faget. Susmiou bildete zusammen mit Navailles und Angos ein Baronat, das dem Vicomte von Béarn unterstand und den Namen des Baronats von Gabaston trug.
Toponyme und Erwähnungen von Susmiou waren:
- Sus-Menour (12. Jahrhundert, laut Pierre de Marcas Buch Histoire de Béarn, S. 403),
- Susmeor (13. Jahrhundert, fors de Béarn, Manuskript aus dem 14. Jahrhundert),
- Sente-Katerine de Susmioo (1385, Notare aus Navarrenx),
- L’abadie-jusan, L’abadie-susan de Susmio, Susmio, Suusmioo und Susmyon (1535, 1535, 1536, 1538 bzw. 1546, réformation de Béarn, Manuskriptsammlung des 16. bis 18. Jahrhunderts),
- Sus mion (1750, Karte von Cassini),
- Susmion (1793 und 1801, Notice Communale bzw. Bulletin des lois) und
- Susmiou (1863, Dictionnaire topographique du département des Basses-Pyrénées).[3][4][5]

### Einwohnerentwicklung
Die Gemeinde erreichte einen vorläufigen Höchststand ihrer Größe mit rund 220 Einwohnern in der ersten Hälfte des 19. Jahrhunderts. In der Folgezeit stagnierte die Größe der Gemeinde bei kurzzeitigen Phasen der Erholung bis nach dem Zweiten Weltkrieg auf rund 100 Einwohner. Seitdem ist ein zeitweise starker Aufwärtstrend zu verzeichnen, der neue Höchststände erreicht und noch heute andauert.
| Jahr      | 1962 | 1968 | 1975 | 1982 | 1990 | 1999 | 2006 | 2009 | 2022 |
| --------- | ---- | ---- | ---- | ---- | ---- | ---- | ---- | ---- | ---- |
| Einwohner | 123  | 131  | 202  | 227  | 250  | 251  | 287  | 301  | 351  |

## Sehenswürdigkeiten
- Pfarrkirche, gewidmet Katharina von Alexandrien. Die heutige Kirche wurde im 17. Jahrhundert errichtet, nachdem der einfache Vorgängerbau wie das ganze Dorf im Jahre 1569 zerstört worden war. Das einschiffige Langhaus wird mit einer halbrunden Apsis verlängert. Ihr Sichtmauerwerk lässt Bruchsteine und grobe Werksteine erscheinen. Der Eingang befindet sich unterhalb eines kleinen Glockenturms, der auf dem Gebäude aufragt. Er besitzt mehrere Schallöffnungen und eine kleine, mit Schiefer gedeckte Haube mit einem Kreuz aus Eisen an ihrer Spitze. Im Kircheninneren sind die Gewölbe mit Täfelwerk und der Fußboden ist mit Tomette-Fliesen bedeckt. Die Kirche birgt einen Grabstein aus dem Jahre 1604.[8]

- Ehemaliges Laienkloster. Die Gebäude sind offensichtlich nach der Gründung des Laienklosters errichtet worden. Sie bestehen aus mehreren rechtwinklig angeordneten Flügeln, wovon zwei die Wohnräume auf zwei Etagen bergen.[9]

- Ehemalige Wassermühle von Labat-Gougy. Sie befindet sich am Ufer des Lausset und mahlte einst das Getreide für die Bewohner von Susmiou. Zum Zeitpunkt des Baus der Wassermühle war das Territorium auf die Familien Abadie und Lafuntzun aufgeteilt. Der Ursprung des Namens der Mühle ist nicht gesichert, aber der Name Labat erlaubt einen Zusammenhang mit der Familie Abadie zu vermuten. Die Mühle besteht im Wesentlichen aus einem rechteckigen Gebäude. Ihr Walmdach ist mit den für das Béarn typischen flachen Ziegeln gedeckt, die aufgrund der Halterung mit Haken „Picon“ genannt werden. Zwei große Schornsteine lassen vermuten, dass das Mehl in Backöfen gleich zu Brot verarbeitet wurde. Heute ist die Mühle eine kleine ländliche Unterkunft. Der Besitzer, Hervé Baltar, ist diplomierter Angellehrer und vermittelt seine Kenntnis an Gäste, um in der Nähe Forellen oder Lachse zu fischen.[10]

## Wirtschaft und Infrastruktur

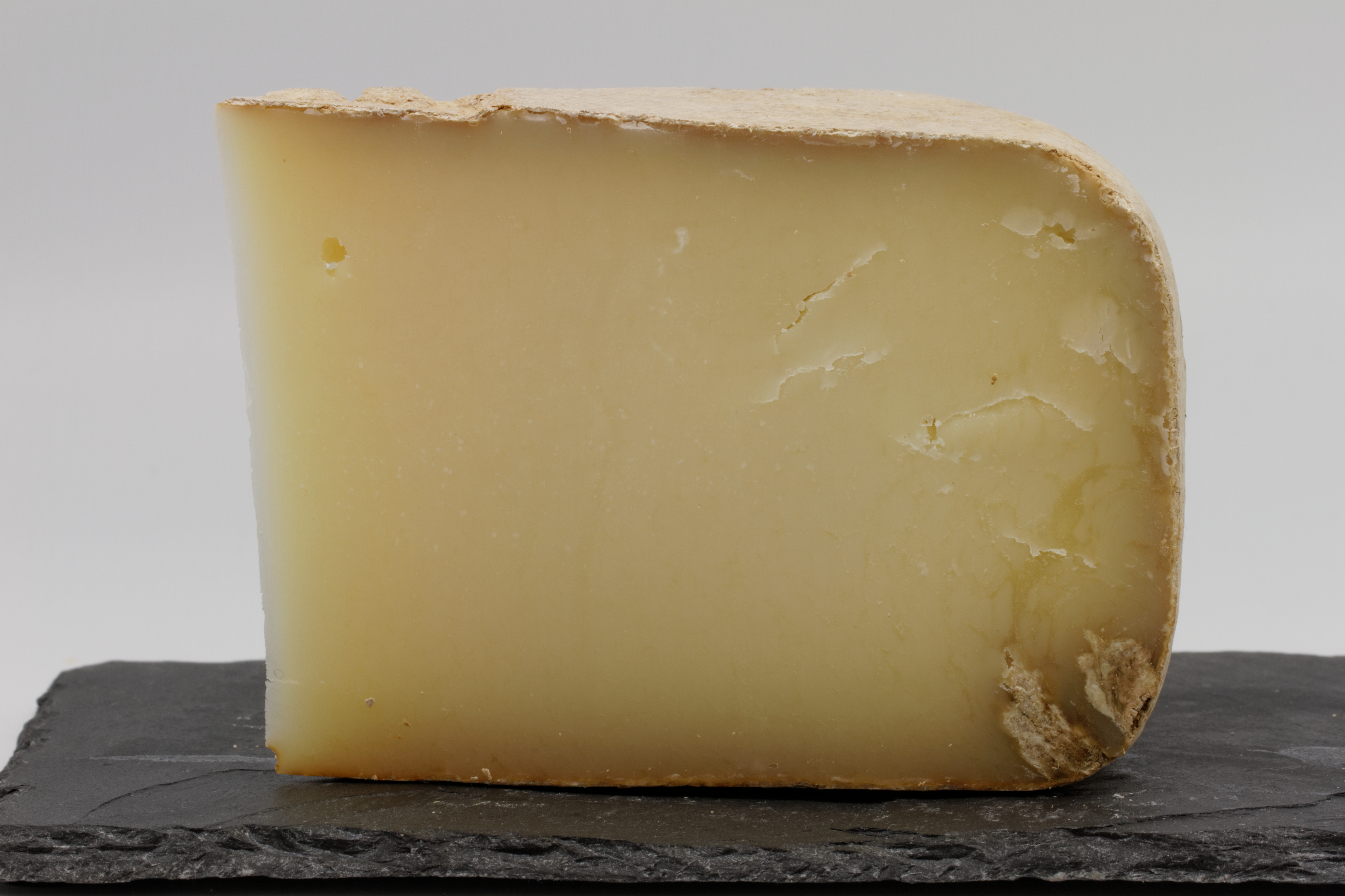
Ossau-Iraty

Handel und Dienstleistungen sind die wichtigsten Wirtschaftsfaktoren der Gemeinde.
Susmiou liegt in den Zonen AOC des Ossau-Iraty, eines traditionell hergestellten Schnittkäses aus Schafmilch, sowie der Schweinerasse und des Schinkens „Kintoa“.

### Verkehr
Susmiou ist erreichbar über die Routes départementales 2, 115, 936 (ehemalige Route nationale 636) und 947 (ehemalige Route nationale 647) und ist über eine Linie des Busnetzes Transports 64 mit Mauléon-Licharre, Navarrenx, Mourenx und anderen Gemeinden des Départements verbunden.